# Josipdol
Josipdol (njem. Josephsthal) je općina u Hrvatskoj, na sjeveru Like, u Karlovačkoj županiji.

## Zemljopis
Nalazi se u sjevernoj Lici, u južnom dijelu Karlovačke županije, gotovo u samom središtu Hrvatske. Od glavnog grada Zagreba udaljen je 100 km, središta županije Karlovca 50 km, središta mikroregije Ogulina 15 km. Tu su još i Rijeka na 110 km udaljenosti, Plitvička Jezera na 60 km, a prvi izlaz na more, grad Senj, udaljen je svega 65km.
Kroz Josipdol prolazi jedna od triju povijesnih cesta koje spajaju Karlovac s hrvatskim primorjem, Jozefina, koja završava u Senju.
Iako Josipdol pripada Karlovačkoj županiji, kojoj je priključen radi blizine i gravitiranja gradu Ogulinu, mještani i mnogi stanovnici okolnih mjesta i sela ga smatraju najsjevernijim ličkim gradićem.
U novije vrijeme Josipdol se spojio s obližnjom Munjavom u kojoj je podignut hotel „Josipdol” i poštanski ured, dok je stara pošta u blizini željezničke postaje u Josipdolu srušena. U okolini dominiraju Treskavac i Veljun, a na manjem, ribolovno uzgojnom potoku Munjavi, koji ga dijeli od Carevog Polja, Josipdol je imao dva mlina u kojima je mlinar svoje uslugu naplačivao u dijelu brašna (ujam). Stanovništvo živi od poljoprivrede i stočarstva. Cestom i prugom spojen je dalje prema sjeveru i jugu zemlje. 
Josipdol se sastoji od triju glavnih ulica nazvanih prema gradovima do kojih vode: Karlovačka ulica prema Karlovcu, Ogulinska ulica prema Ogulinu, te Senjska ulica prema Senju, te nekoliko naselja koja podsjećaju na svojevrsne male „kvartove”. Neki od njih su: Siča, Klanac, Rasadnik, Treskavac, Turkalji, Munjava, Vjetrenice, Lager.

## Stanovništvo
U općini Josipdol prema popisu stanovništva 2011. živi oko 4000 stanovnika, od toga 90,22 % Hrvata, 8,64 % Srba, te oko 1,5 % pripadnika ostalih narodnosti.Hrvatskim jezikom kao materinjim jezikom koristi se 99,02 % stanovništva, a katolicima se izjašnjava 88,92 % stanovništva  te 8,59 % pravoslavcima.
Josipdol je sa svojih 3987 stanovnika peta općina po broju stanovništva na području Like, odmah nakon Gospića (12 745), Otočca (9778), Gračaca (4690) te Korenice (4373).
| broj stanovnika | 8035  | 7906  | 7826  | 8454  | 8267  | 7853  | 7461  | 7682  | 6985  | 7117  | 6631  | 5823  | 5172  | 4850  | 3987  | 3773  | 3419  |
|                 | 1857. | 1869. | 1880. | 1890. | 1900. | 1910. | 1921. | 1931. | 1948. | 1953. | 1961. | 1971. | 1981. | 1991. | 2001. | 2011. | 2021. |

| broj stanovnika | 554   | 546   | 694   | 691   | 669   | 614   | 719   | 762   | 675   | 832   | 858   | 881   | 993   | 1116  | 993   | 879   | 1015  |
|                 | 1857. | 1869. | 1880. | 1890. | 1900. | 1910. | 1921. | 1931. | 1948. | 1953. | 1961. | 1971. | 1981. | 1991. | 2001. | 2011. | 2021. |

### Josipdol (naseljeno mjesto)
- 2021. – 1015
- 2011. – 879
- 2001. – 993 (Hrvati – 808, Srbi – 152, ostali – 33)
- 1991. – 1116 (Hrvati – 775, Srbi – 261, Jugoslaveni – 26, ostali – 54)
- 1981. – 993 (Hrvati – 632, Srbi – 227, Jugoslaveni – 119, ostali – 15)
- 1971. – 881 (Hrvati – 539, Srbi – 283, Jugoslaveni – 33, ostali – 26)[4]

## Uprava
Sjedište Općine nalazi se u Josipdolu, na adresi Ogulinska ulica br. 12.
Općini Josipdol pripadaju naselja Carevo Polje, Cerovnik, Istočni Trojvrh, Josipdol, Modruš, Munjava, Munjava Modruška, Oštarije, Sabljaki Modruški, Salopeki Modruški, Skradnik, Trojvrh, Vajin Vrh, Vojnovac. Do novog ustrojstva lokalne uprave ovo područje je pripadalo općini Ogulin.

## Povijest

### Stari vijek
Na području josipdolskog kraja, u mjestima Čakovac, Skradnik i Carevo Polje pronađeni su
tragovi civilizacije još 6000. – 3500. pr. Kr. Također su nađeni ostaci kulture Japoda iz
bakrenog doba od 3500. – 2200. pr. Kr., te ostaci rimske kulture.

### Srednji vijek
Pet kilometara od Josipdola nalazi se Modruš, nekad važan srednjovjekovni grad i sjedište biskupije. Godine 1193. ugarsko-hrvatski kralj Bela III. (Bela II. prema hrvatskom redoslijedu) daruje Modruš s cijelom pripadajućom županijom Bartolu II. Frankopanu za njegove zasluge u trajno nasljedstvo. Godine 1209. tu darovnicu potvrđuje kralj Andrija II., a 1251. i njegov sin Bela IV. (III.). Vrijeme 14. i 15. stoljeća donijelo je vrhunac slave i moći Frankopanima i Modrušu. Iz 15. stoljeća datira Modruški urbar, pisan glagoljicom. Česti turski napadi, prodori i ratovanja slabe moć Frankopana. Grad Modruš te neosvojiva utvrda Tržan na strmom brdu iznad grada gube svoju veličinu i sjaj, a zbog svojeg položaja ostaje na tom mjestu tek granična stražarnica kao garancija sigurnosti pozadinskih zemalja. Minula su stoljeća, a jedan od velikih srednjovjekovnjih gradova prepušten je zubu vremena i zaboravu.
Godine 1756. do 1779. građena je cesta od Karlovca do Senja nazvana po tadašnjem caru i prijestolnasljedniku jozefinska cesta (Jozefina). U Tounju je 1775. godine izgrađen je dvokatni kameni most preko rijeke Tounjčice s tri otvora dug 45 m, visine 13 m i širine 9 m.

### Novije vrijeme
U 20. stoljeću počinje ozbiljniji razvoj Josipdola. 1902. osniva se Društvo djevojaka "Ljubica Šojat". 1906. osnovan je današnji DVD Josipdol. Već 1918. godine u Josipdolu djeluju dvije pilane, a jedna od tih bila je okosnica razvoja Josipdola sve do 1941.godine. 1935. osnovan je Josipdolski Športski Klub.
1. veljače 1977. godine otvorena je nova (sadašnja) zgrada sa sportskom dvoranom, a 1978. god. Josipdolska OŠ postaje matična osmogodišnja škola.
"Zlatnim godinama" Josipdola smatra se razdoblje od 1975. do 1985. kada je izgrađena škola, hotel, benzinska postaja, zgrada sadašnje općine, dječji vrtić itd.
1991. godine dolazi ratno vrijeme. Prvi velikosrpski napad na Josipdol bio je izveden 22. srpnja iz smjera Plaškog. JNA ga je gađala iz Radojčić Brda, a četnici su napali Josipdol iz smjera Plaškog i Treskavca. Snage MUP-a RH spriječile su i potisnule napad. Josipdol je bio prva ratna bojišnica. Crta razgraničenja u Josipdolu bila je na Vjetrenicama na raskrižju za Plaški, odnosno za Modruš. Srpske paravojne snage otimale su automobile koji su dolazili.
Centar Josipdola uspješno je obranjen uz pomoć MUP-a i josipdolskih dobrovoljaca Domovinskog rata. Obrana Josipdola bila je strateški vrlo važna, jer padom Josipdola u neprijateljske ruke, susjedni grad Ogulin bi se našao na izravnom putu neprijatelja, te bi bilo gotovo nemoguće organizirati njegovu obranu.

## Gospodarstvo
Gospodarstvo je u Josipdolu skoro zanemarivo. Uz opskrbu drvom, tvornica nema. Ne radi ni nekadašnji DIP ni TUP ni OPZ Josipdol, koji su nekada zapošljavali veliki udio cjelokupnog stanovništva Josipdola, nezaposleno je veliki broj radnosposobnog stanovništva, a oni koji su zaposleni rade uglavnom u ostalim centrima karlovačke i ličko-senjske županije.

## Spomenici i znamenitosti
- Spomenik (Trg) poginulih branitelja josipdolskog kraja u Domovinskom ratu
- Spomenik žrtvama 2.svjetskog rata
- Katolička Crkva Sv. Josipa, u klasicističkom stilu izgrađena je 1785.
- Kapelica Sv. Katarine na brdu Viničica
- Pravoslavna Crkva Sv. Arkanđela Mihajla i Gavrila
- Stari grad Modruš (Tržan-grad)

## Obrazovanje
U Josipdolu danas djeluje matična Osnovna Škola "Josipdol", na adresi Karlovačka ulica br. 17, s područnim osmorazrednim odjelima u Oštarijama i Tounju te područni četverorazredni odjeli u Skradniku, Vojnovcu, Modrušu.
Škola slavi Dane škole 19. ožujka na blagdan Sv. Josipa, zaštitnika mjesta.
Geslo škole: "Život je radost ako je ispunjen ljubavlju i znanjem".
Za one najmlađe, u mjestu djeluje i dječji vrtić "Josipdol", odmah do osnovne škole, koji brine za najmlađe mještane još od 1984. godine, izuzev u vrijeme ratnih zbivanja, kada su aktivnosti prekinute, da bi se obnovile 1. rujna 2000. godine i ponovo otvorilo svoja vrata najmlađim žiteljima mjesta.

## Kultura
U Josipdolu se od 2007. održava festival duhovne glazbe Tonkafest.
- KUD "Gradina" Modruš.
- Udruga za zaštitu okoliša "Opstanak" Josipdol
- Križarsko društvo "Dragutin Fifka" Josipdol
- Lovačko društvo "Vepar" Josipdol
- Društvo "Naša Djeca" Josipdol

## Šport
- NK Josipdol
- NK Oštarije
- Biciklistički klub "Kotač"
- Teniski Klub Josipdol

- Nogometni klub Josipdol, svake godine neprekidno od 1995-te, origanizira malonogometni turnir "Oluja 95", koji se održava na Dan pobjede i domovinske zahvalnosti, Dan hrvatskih branitelja, kombinirano na školskom igralištu, igralištu hotela Josipdol, ili stadionu NK Josipdol.
- Odljevom mlađeg stanovništa u veće gradove u domovini ili inozemstvu, ugasili su se još poneki od prosperitetnih sportskih klubova u Josipdolu poput Taekwondo kluba "Jaguar", Malonogometnog kluba "Siča" i drugi.

## Zanimljivosti
- U neposrednoj blizini Josipdola nalazi se je drevni grad Metulum – prijestolnica japodske civilizacije.

- Iako je Josipdol s gotovo svih strana okružen čakavskim, i u nešto manjem omjeru kajkavskim dijalektom, stanovništvo ovog mjesta u velikom broju njeguje štokavski dijalekt, te samim time čini iznimku u ogulinskom kraju.

- Josipdol je prvi željeznički kolodvor na Ličkoj pruzi gledano od smjera sjevera prema jugu, odnosno od smjera Zagreba u smjeru Splita.

## Poznate osobe
- Ivan Prebeg, boksač
- Ivan Šojat, nogometaš

## Vanjske poveznice
- Josipdol – Službene stranice
- Dobrovoljno vatrogasno društvo Josipdol  Arhivirana inačica izvorne stranice od 5. ožujka 2009. (Wayback Machine)
- Nogometni Klub Josipdol